# Liparis dulkeiti
Espèce
Liparis dulkeiti est une espèce de poissons de la famille des Liparidae (« poissons-limaces »). Cette espèce n'est connue que par son holotype.

## Répartition
Liparis dulkeiti a été découvert en mer d'Okhotsk (nord-ouest du Pacifique) à une profondeur comprise entre 10 et 360 m.